# Nappe alluviale
Une nappe alluviale est un cas particulier de nappe libre (nappe peu profonde située sous un sol perméable).
Les nappes alluviales sont des nappes qui circulent dans les sédiments des rivières, c'est une masse d'eau se trouvant dans des terrains alluvionnaires. Elles se trouvent à faible profondeur et sont donc relativement faciles d'accès pour des prélèvements d'eau.
Une nappe alluviale est le plus souvent la nappe d'accompagnement d'un cours d'eau, avec lequel elle communique jusqu'à rencontrer une barrière géologique imperméable : si le niveau de la rivière s'élève rapidement (en période de crue), une partie de l'eau s'infiltrera pour recharger la nappe, tandis qu'au contraire en cas d'étiage, le débit du cours d'eau sera augmenté par l'écoulement de la nappe qu'il draine.
Les puits et forages en nappe alluviale permettent d'obtenir une eau de meilleure qualité que celle de la rivière, ayant été filtrée par le sous-sol, et abondante si le débit de la rivière est élevé. Si ce débit est plus faible, des prélèvements importants dans sa nappe d'accompagnement auront pour effet d'aggraver l'étiage de la rivière, voire de l'assécher.